# C4 Bay 04
Die bayerischen C4 Bay 04 waren vierachsige Abteilwagen für Schnell- und Reisezüge, die noch in der klassischen Holzbauweise gebaut wurden. Sie hatten im Wagenverzeichnis der K.Bay.Sts.B. von 1913 die Blatt-Nr. 145.

## Geschichte
Mit dem vermehrten Aufkommen der überregionalen Reisezüge und Schnellzüge im ersten Jahrzehnt nach 1900 mussten sich auch die bayerischen Eisenbahnen damit auseinandersetzen, entsprechende Wagentypen für diese Zuggattungen zur Verfügung stellen zu können. Auch der mit den benachbarten Bahnen vereinbarte Wagenausgleich veranlassten die Königlich Bayerischen Staatseisenbahnen dazu, ebenfalls Wagen für den gehobenen Reisezugverkehr zu beschaffen.

## Beschaffung
Insgesamt wurden in den Jahren zwischen 1889 und 1911 99 Wagen der Gattungen ABB, ABCC, BCC und CC für den Dienst in dem gehobenen Reisezugverkehr beschafft. Im Jahr 1904 waren es 25 Wagen der Gattung CC (C4) nach Blatt 145 die mit Vertrag 12.6 vom 15. Juni 1903 von der Fa. MAN aus Nürnberg beschafft wurden.

## Verbleib
Insgesamt drei Wagen mussten nach dem Ersten Weltkrieg als Reparationsleistungen an Belgien oder Frankreich abgegeben werden. Ein Wagen wurde schon 1920, zwei weitere noch vor 1940 ausgemustert. Weitere fünf Wagen waren 1945 als Altschadwagen abgestellt und wurden 1950 ausgemustert. Der letzte von der DB übernommene Wagen wurde 1956 ausgemustert.

## Konstruktive Merkmale

### Untergestell
Rahmen: genietete Walzprofile. Die äußeren Längsträger hatten einen U-förmigen Querschnitt. Zur Unterstützung des Wagenkastens auf Grund des großen Drehzapfenabstandes wurde ein Sprengwerk aus Profilen und Säulenständern in der Ebene der äußeren Längsträger eingebaut. Zugeinrichtung: Schraubenkupplungen, die Zugstange war durchgehend und mittig gefedert. Die ursprünglichen Stangenpuffer mit einer Einbaulänge von 650 mm wurden später durch Hülsenpuffer ersetzt.

### Laufwerk
Als Laufwerk kamen Drehgestelle bayerischer Regelbauart mit kurzem Radstand von 2.500 mm zur Anwendung. Diese besaßen einen aus Blechen und Winkeln zusammengenieteten Rahmen. Gelagert waren die Achsen in Gleitachslagern. Die Längsfedern hatten eine Länge von 1.250 mm und bestanden aus 8 Blättern mit den Maßen 90 × 13 mm. Die 7 Blätter der Querfedern hatten eine Länge von 940 mm und einen Querschnitt von 90 × 9 mm. Die Radsätze der bayerischen Form 39 hatten Speichenradkörper mit einem Durchmesser von 1.014 mm.
Als Bremsen kamen Druckluftbremsen des Systems Westinghouse zum Einsatz. Außerdem gab es noch an einem Wagenende eine Handspindelbremse.

### Wagenkasten
Der Wagenkasten hatte  ein Gerippe aus Holz, außen mit Blech und innen mit Holz verkleidet. Die Seitenwände waren an den Unterseiten leicht eingezogen. Die Wagen hatten ein Tonnendach und keine Übergänge an den Stirnseiten. Es gab an beiden Seiten durchgehende Laufbretter.

### Ausstattung
Der Innenraum war auf insgesamt zehn Abteile aufgeteilt, eines für die 1. Klasse, drei für die 2. Klasse und sechs für die 3. Klasse. Es gab insgesamt 5 Aborte die so auf den Innenraum aufgeteilt waren, dass jedes der Abteile durch seitliche Durchgänge einen Zugang zu einem der Aborte hatte. Durch seitliche Durchgänge konnte man von jedem Abteil eine der Toiletten erreichen. Der Wagen hatte hölzerne Sitzbänke.
Beheizt wurden die Fahrzeuge über eine Dampfheizung. Die Belüftung erfolgte durch statische Lüfter auf dem Dach bzw. über herablassbare Fenster in den Abteiltüren.  Ursprünglich erfolgte die Beleuchtung durch Gasglühlichter, der Vorratsbehälter hing in Wagenlängsrichtung am Rahmen. Ab den 1930er Jahren erfolgte eine Umstellung auf elektrische Beleuchtung.

## Skizzen, Musterblätter, Fotos

Ansicht zu Blatt 145 aus WV[Anm. 1]   von 1913

## Wagennummern
Die Daten sind dem Wagenpark-Verzeichnis der Kgl.Bayer.Staatseisenbahnen, aufgestellt nach dem Stande vom 31. März 1913, sowie den Büchern von Emil Konrad (Reisezugwagen der deutschen Länderbahnen, Band II) und  Alto Wagner (Bayerische Reisezugwagen) entnommen.
| Blatt-Nr. Herstelld.         | Blatt-Nr. Herstelld.         | Blatt-Nr. Herstelld.         | Gattungszeichen je Epoche Wagennummern je Epoche (mit Direktionsangaben) | Gattungszeichen je Epoche Wagennummern je Epoche (mit Direktionsangaben) | Gattungszeichen je Epoche Wagennummern je Epoche (mit Direktionsangaben) | Gattungszeichen je Epoche Wagennummern je Epoche (mit Direktionsangaben) | Gattungszeichen je Epoche Wagennummern je Epoche (mit Direktionsangaben) | Gattungszeichen je Epoche Wagennummern je Epoche (mit Direktionsangaben) | Gattungszeichen je Epoche Wagennummern je Epoche (mit Direktionsangaben) | Fahrwerk / Ausstattung (siehe jeweilige Legende) | Fahrwerk / Ausstattung (siehe jeweilige Legende) | Fahrwerk / Ausstattung (siehe jeweilige Legende) | Fahrwerk / Ausstattung (siehe jeweilige Legende) | Fahrwerk / Ausstattung (siehe jeweilige Legende) | Fahrwerk / Ausstattung (siehe jeweilige Legende) | Fahrwerk / Ausstattung (siehe jeweilige Legende) | Fahrwerk / Ausstattung (siehe jeweilige Legende) | Fahrwerk / Ausstattung (siehe jeweilige Legende) | Fahrwerk / Ausstattung (siehe jeweilige Legende) | Fahrwerk / Ausstattung (siehe jeweilige Legende) | Zusatzinfos    | Zusatzinfos |
| Bau- jahr                    | Her- steller                 | Anz.                         | ab 1907                                                                  | Rep. (1919)                                                              | DR (ab 1923)                                                             | DRG (ab 1930)                                                            | DB (ab 1950)                                                             | Ausge- mustert                                                           | letzt. Heimat-Bf.                                                        | Anz. Ach- sen                                    | Brem- sen                                        | Bl.                                              | Hz.                                              | Art u.Anz. Abteile (Sitze je Klasse)             | Art u.Anz. Abteile (Sitze je Klasse)             | Art u.Anz. Abteile (Sitze je Klasse)             | Art u.Anz. Abteile (Sitze je Klasse)             | Art u.Anz. Abteile (Sitze je Klasse)             | Mil.                                             | Mil.                                             | Sig- nal- hlt. | Bemer- kung |
| Blatt-Nr. aus WV von Gattung | Blatt-Nr. aus WV von Gattung | Blatt-Nr. aus WV von Gattung | 145 1913 CC                                                              |                                                                          | C4 Bay 04                                                                | C4 Bay 04                                                                | C4 Bay 04                                                                |                                                                          |                                                                          |                                                  |                                                  |                                                  |                                                  | A                                                | 1.                                               | 2.                                               | 3.                                               | 4.                                               | O                                                | M                                                |                |             |
| ---------------------------- | ---------------------------- | ---------------------------- | ------------------------------------------------------------------------ | ------------------------------------------------------------------------ | ------------------------------------------------------------------------ | ------------------------------------------------------------------------ | ------------------------------------------------------------------------ | ------------------------------------------------------------------------ | ------------------------------------------------------------------------ | ------------------------------------------------ | ------------------------------------------------ | ------------------------------------------------ | ------------------------------------------------ | ------------------------------------------------ | ------------------------------------------------ | ------------------------------------------------ | ------------------------------------------------ | ------------------------------------------------ | ------------------------------------------------ | ------------------------------------------------ | -------------- | ----------- |
| 1904                         | MAN                          | 25                           | 7 001                                                                    |                                                                          | 62 001 Mü                                                                | 41 764 Mü                                                                |                                                                          | xx/193x                                                                  | München Hbf.                                                             | 4                                                | A, Wsbr                                          | G                                                | D                                                | 4                                                |                                                  |                                                  | 10 (84)                                          |                                                  |                                                  | 64                                               |                |             |
| 1904                         | MAN                          | 25                           | 7 002                                                                    |                                                                          | 62 002 Mü                                                                | 41 779 Nür                                                               |                                                                          | xx/1938                                                                  | Nürnberg                                                                 | 4                                                | A, Wsbr                                          | G                                                | D                                                | 4                                                |                                                  |                                                  | 10 (84)                                          |                                                  |                                                  | 64                                               |                |             |
| 1904                         | MAN                          | 25                           | 7 003                                                                    |                                                                          | 62 001 Nür                                                               | 41 781 Reg                                                               |                                                                          | 12/1956                                                                  | Regensburg                                                               | 4                                                | A, Wsbr                                          | G                                                | D                                                | 4                                                |                                                  |                                                  | 10 (84)                                          |                                                  |                                                  | 64                                               |                |             |
| 1904                         | MAN                          | 25                           | 7 004                                                                    |                                                                          | 62 002 Nür                                                               | 41 771 Wür                                                               |                                                                          | 07/1957                                                                  | München                                                                  | 4                                                | A, Wsbr                                          | G                                                | D                                                | 4                                                |                                                  |                                                  | 10 (84)                                          |                                                  |                                                  | 64                                               |                |             |
| 1904                         | MAN                          | 25                           | 7 005                                                                    |                                                                          | 62 003 Mü                                                                |                                                                          |                                                                          | xx/1929                                                                  | München Hbf.                                                             | 4                                                | A, Wsbr                                          | G                                                | D                                                | 4                                                |                                                  |                                                  | 10 (84)                                          |                                                  |                                                  | 64                                               |                |             |
| 1904                         | MAN                          | 25                           | 7 006                                                                    |                                                                          | 62 004 Mü                                                                | 41 765 Mü                                                                |                                                                          | ??/1945                                                                  | München Hbf.                                                             | 4                                                | A, Wsbr                                          | G                                                | D                                                | 4                                                |                                                  |                                                  | 10 (84)                                          |                                                  |                                                  | 64                                               |                |             |
| 1904                         | MAN                          | 25                           | 7 007                                                                    | X                                                                        |                                                                          |                                                                          |                                                                          | 11/1919                                                                  | Reparation B/F                                                           | 4                                                | A, Wsbr                                          | G                                                | D                                                | 4                                                |                                                  |                                                  | 10 (84)                                          |                                                  |                                                  | 64                                               |                |             |
| 1904                         | MAN                          | 25                           | 7 008                                                                    | X                                                                        |                                                                          |                                                                          |                                                                          | 11/1919                                                                  | Reparation B/F                                                           | 4                                                | A, Wsbr                                          | G                                                | D                                                | 4                                                |                                                  |                                                  | 10 (84)                                          |                                                  |                                                  | 64                                               |                |             |
| 1904                         | MAN                          | 25                           | 7 009                                                                    |                                                                          | 62 005 Mü                                                                | 41 762 Au                                                                |                                                                          | xx/193x                                                                  | Augsburg                                                                 | 4                                                | A, Wsbr                                          | G                                                | D                                                | 4                                                |                                                  |                                                  | 10 (84)                                          |                                                  |                                                  | 64                                               |                |             |
| 1904                         | MAN                          | 25                           | 7 010                                                                    | X                                                                        |                                                                          |                                                                          |                                                                          | 11/1919                                                                  | Reparation B/F                                                           | 4                                                | A, Wsbr                                          | G                                                | D                                                | 4                                                |                                                  |                                                  | 10 (84)                                          |                                                  |                                                  | 64                                               |                |             |
| 1904                         | MAN                          | 25                           | 7 011                                                                    |                                                                          | 62 006 Mü                                                                | 41 766 Mü                                                                |                                                                          | 02/1950                                                                  | München                                                                  | 4                                                | A, Wsbr                                          | G                                                | D                                                | 4                                                | Altschadwagen                                    |                                                  | 10 (84)                                          |                                                  |                                                  | 64                                               |                |             |
| 1904                         | MAN                          | 25                           | 7 012                                                                    |                                                                          | 62 007 Mü                                                                | 41 767 Mü                                                                |                                                                          | xx/193x                                                                  | München Hbf                                                              | 4                                                | A, Wsbr                                          | G                                                | D                                                | 4                                                |                                                  |                                                  | 10 (84)                                          |                                                  |                                                  | 64                                               |                |             |
| 1904                         | MAN                          | 25                           | 7 013                                                                    |                                                                          | 62 008 Mü                                                                | 41 768 Mü                                                                |                                                                          | xx/193x                                                                  | München Hbf.                                                             | 4                                                | A, Wsbr                                          | G                                                | D                                                | 4                                                |                                                  |                                                  | 10 (84)                                          |                                                  |                                                  | 64                                               |                |             |
| 1904                         | MAN                          | 25                           | 7 014                                                                    |                                                                          | 62 009 Mü                                                                | 41 769 Mü                                                                |                                                                          | xx/193x                                                                  | München Hbf.                                                             | 4                                                | A, Wsbr                                          | G                                                | D                                                | 4                                                |                                                  |                                                  | 10 (84)                                          |                                                  |                                                  | 64                                               |                |             |
| 1904                         | MAN                          | 25                           | 7 015                                                                    |                                                                          | 62 003 Nür                                                               | 41 772 Nür                                                               |                                                                          | 08/1958                                                                  | Würzburg                                                                 | 4                                                | A, Wsbr                                          | G                                                | D                                                | 4                                                |                                                  |                                                  | 10 (84)                                          |                                                  |                                                  | 64                                               |                |             |
| 1904                         | MAN                          | 25                           | 7 016                                                                    |                                                                          | 62 001 Wür                                                               | 41 777 Nür                                                               |                                                                          | xx/1939                                                                  | Würzburg                                                                 | 4                                                | A, Wsbr                                          | G                                                | D                                                | 4                                                |                                                  |                                                  | 10 (84)                                          |                                                  |                                                  | 64                                               |                |             |
| 1904                         | MAN                          | 25                           | 7 017                                                                    |                                                                          | 62 002 Wür                                                               | 41 778 Nür                                                               |                                                                          | 12/1949                                                                  | Nürnberg                                                                 | 4                                                | A, Wsbr                                          | G                                                | D                                                | 4                                                | Altschadwagen                                    |                                                  | 10 (84)                                          |                                                  |                                                  | 64                                               |                |             |
| 1904                         | MAN                          | 25                           | 7 018                                                                    |                                                                          | 62 010 Mü                                                                | 41 763 Au                                                                |                                                                          | xx/193x                                                                  | Augsburg                                                                 | 4                                                | A, Wsbr                                          | G                                                | D                                                | 4                                                |                                                  |                                                  | 10 (84)                                          |                                                  |                                                  | 64                                               |                |             |
| 1904                         | MAN                          | 25                           | 7 019                                                                    |                                                                          | 62 011 Mü                                                                | 41 770 Au                                                                |                                                                          | 02/1955                                                                  | München Hbf                                                              | 4                                                | A, Wsbr                                          | G                                                | D                                                | 4                                                |                                                  |                                                  | 10 (84)                                          |                                                  |                                                  | 64                                               |                |             |
| 1904                         | MAN                          | 25                           | 7 020                                                                    |                                                                          | 62 004 Wür                                                               | 41 773 Nür                                                               |                                                                          | 10/1955                                                                  | Nürnberg                                                                 | 4                                                | A, Wsbr                                          | G                                                | D                                                | 4                                                | YG-Programm                                      |                                                  | 10 (84)                                          |                                                  |                                                  | 64                                               |                |             |
| 1904                         | MAN                          | 25                           | 7 021                                                                    |                                                                          | 62 005 Nür                                                               | 41 782 Reg                                                               |                                                                          | ??/1945                                                                  | Hof                                                                      | 4                                                | A, Wsbr                                          | G                                                | D                                                | 4                                                |                                                  |                                                  | 10 (84)                                          |                                                  |                                                  | 64                                               |                |             |
| 1904                         | MAN                          | 25                           | 7 022                                                                    |                                                                          | 62 006 Nür                                                               | 41 774 Nür                                                               |                                                                          | xx/1939                                                                  | Nürnberg                                                                 | 4                                                | A, Wsbr                                          | G                                                | D                                                | 4                                                |                                                  |                                                  | 10 (84)                                          |                                                  |                                                  | 64                                               |                |             |
| 1904                         | MAN                          | 25                           | 7 023                                                                    |                                                                          | 62 007 Nür                                                               | 41 775 Nür                                                               |                                                                          | 07/1957                                                                  | München Hbf                                                              | 4                                                | A, Wsbr                                          | G                                                | D                                                | 4                                                |                                                  |                                                  | 10 (84)                                          |                                                  |                                                  | 64                                               |                |             |
| 1904                         | MAN                          | 25                           | 7 024                                                                    |                                                                          | 62 008 Nür                                                               | 41 776 Nür                                                               |                                                                          | ??/1945                                                                  | Nürnberg                                                                 | 4                                                | A, Wsbr                                          | G                                                | D                                                | 4                                                |                                                  |                                                  | 10 (84)                                          |                                                  |                                                  | 64                                               |                |             |
| 1904                         | MAN                          | 25                           | 7 025                                                                    |                                                                          | 62 001 Reg                                                               | 41 780 Reg                                                               |                                                                          | 01/1950                                                                  | Regensburg                                                               | 4                                                | A, Wsbr                                          | G                                                | D                                                | 4                                                | Altschadwagen                                    |                                                  | 10 (84)                                          |                                                  |                                                  | 64                                               |                |             |